# How to Measure a Planet?
How to Measure a Planet? (рус. Как измерить планету?) — пятый студийный альбом голландской рок/метал-группы The Gathering, который был издан 9 ноября 1998 года на лейбле Century Media Records. Альбом был записан в студиях Bauwhaus, Амстердам, и Wisseloord, Хилверсюм, с июля по октябрь 1998 года.
После успеха альбомов Mandylion и Nighttime Birds группа стала более зрелой и хотела развиваться в новых направлениях. Поэтому они связались с известным голландским продюсером Атти Бау, у которого в распоряжении было много профессионального оборудования. В то же время появились Radiohead с альбомом OK Computer, который стал образцом при записи How to Measure a Planet?, так же как и некоторые старые альбомы Pink Floyd. Несмотря на творческий успех, в коммерческом плане альбом оказался провальным.

### Тематика
Многие песни на альбоме связаны с космическими путешествиями.

## Список композиций
Все тексты написаны Anneke van Giersbergen.
| №                   | Название                          | Музыка                        | Длительность |
| ------------------- | --------------------------------- | ----------------------------- | ------------ |
| 1.                  | «Frail (You Might as Well Be Me)» | René Rutten, Frank Boeijen    | 5:04         |
| 2.                  | «Great Ocean Road»                | Rutten, Hugo Prinsen Geerligs | 6:19         |
| 3.                  | «Rescue Me»                       | Rutten                        | 6:22         |
| 4.                  | «My Electricity»                  | Van Giersbergen               | 3:32         |
| 5.                  | «Liberty Bell»                    | Rutten                        | 6:01         |
| 6.                  | «Red is a Slow Colour»            | Rutten                        | 6:26         |
| 7.                  | «The Big Sleep»                   | Boeijen                       | 5:01         |
| 8.                  | «Marooned»                        | Rutten                        | 5:56         |
| 9.                  | «Travel»                          | Rutten, Boeijen               | 9:06         |
| Общая длительность: | Общая длительность:               | Общая длительность:           | 53:44        |

| №                   | Название                                 | Музыка                   | Длительность |
| ------------------- | ---------------------------------------- | ------------------------ | ------------ |
| 1.                  | «South American Ghost Ride»              | Boeijen                  | 4:25         |
| 2.                  | «Illuminating»                           | Boeijen                  | 5:51         |
| 3.                  | «Locked Away»                            | Van Giersbergen          | 3:24         |
| 4.                  | «Probably Built in the Fifties»          | Rutten                   | 7:26         |
| 5.                  | «How to Measure a Planet?» (bonus track) | Rutten, Prinsen Geerligs | 28:33        |
| Общая длительность: | Общая длительность:                      | Общая длительность:      | 49:09        |

## Синглы

### Liberty Bell

Liberty Bell

Сингл Liberty Bell был издан на лейбле Century Media Records в 1998 году. Трек 2 был записан летом 1996 года в «Patrick Steenbakkers audioprodukties», en:Schijndel, Нидерланды, под руководством Patrick Steenbakkers. Впервые он был издан на альбоме Nighttime Birds. Трек 3 был записан Ronald Tryber’ом в живую 23 июня 1998 года в Audio 1, Хилверсюм, Нидерланды (для радио 3FM NCRV «Buzz»).
| №                   | Название                                 | Длительность |
| ------------------- | ---------------------------------------- | ------------ |
| 1.                  | «Liberty Bell (Radio Edit)»              | 3:56         |
| 2.                  | «Shrink (Alternative)»                   | 2:14         |
| 3.                  | «Frail (You Might as Well Be Me) (live)» | 3:57         |
| Общая длительность: | Общая длительность:                      | 10:07        |

## Чарты
| Chart (1998)        | Высшая позиция |
| ------------------- | -------------- |
| Dutch Albums Chart  | 45             |
| German Albums Chart | 99             |

## Над альбомом работали

### Участники группы
- Anneke van Giersbergen — вокал, тексты, гитара (на «My Electricity» и «Locked Away»);
- René Rutten — гитара, терменвокс (на «Illuminating» и «Rescue Me»), диджериду (на «South American Ghost Ride»)
- Frank Boeijen — клавишные;
- Hugo Prinsen Geerligs — бас;
- Hans Rutten — ударные.

### Приглашённые музыканты
- Атти Бау — программирование, перкуссия, аранжировки.

### Прочие
- Jack Tillmanns — фотограф;
- Атти Бау — продюсер, инженер, микширование;
- Chris Blair — мастеринг;
- Carsten Drescher — дизайн и вёрстка.